# أحمد الحلواني
أحمد الحلوانى (20 يونيو 1965)، ممثل مصري.

## عن حياته
شارك في العديد من الأعمال السينمائية والتليفزيونية وبالرغم من أن أدواره ثانوية إلا انه استطاع في وقت قصير أن يترك بصمة قوية بالأعمال التي شارك فيها وكان من ضمنها مسلسل (أبو ضحكة جنان) ومسلسل (عصابة بابا وماما)، كما شارك في تقديم بعض الأعلانات التجارية.

## أعماله

### أفلامه
| - خلاويص 2018 - جدو حبيبي: بائع متجول - حظ سعيد - إي.يو.سي: إمام المحامي - الرجل الغامض بسلامته - العالمي - بدون رقابة | - زي النهارده: عرفة - على جنب يا أسطى: مسجون - طباخ الريس - كباريه - الزمهلوية - نمس بوند | - شيكامارا: صاحب الميكروباص - أحلام الفتى الطايش - عندليب الدقي - أسد وأربع قطط - الأولة في الغرام - كتكوت | - عبده مواسم - عودة الندلة - العيال هربت - الفرقة 16 إجرام - أحلام عمرنا: الموظف المزكوم - السيد أبو العربي وصل: عماد | - يا أنا يا خالتي: سائق عربة النصف نقل - جاي في السريع - كيمو وأنتيمو - حب البنات - سنة أولى نصب - حرامية في تايلاند | - أوعى وشك: ضابط الشرطة - بركان الغضب: خاطف أطفال المدرسة - اللبيس - أيام السادات: طالب الجامعة - رشة جريئة: أسطى رش الدوكو - الحب الأول - أبناء وقتلة |

### مسلسلاته
| - ضل راجل 2021 - العراف - مسلسليكو:2013 - مزاج الخير - في غمضة عين - خطوط حمراء - الزوجة الرابعة - عروسة ياهووو - عرفة البحر - على كف عفريت - سلسال الدم | - الزناتي مجاهد - عيلة عجب - نور مريم - لحظة ميلاد - القطة العميا - العار - راجل وست ستات ج2، ج6 - بيت العيلة - السائرون نياما | - موعد مع الوحوش - عايزة أتجوز - عصابة بابا وماما - أبو ضحكة جنان - نوسة وبسبوسة - فؤش - الرحايا حجر القلوب - ليالي | - الفاضي يعمل ايه - شرف فتح الباب - ليل التعالب - العيادة ج1 - شريف ونص ج1 - أيام الرعب والحب - 7 شارع السعادة - يتربى في عزو | - حق مشروع - نادي القلوب الجريحة - سكة الهلالي - السندريلا - صوت من الماضي - العندليب حكاية شعب - الحب بعد المداولة - حدائق الشيطان | - أولاد الشوارع - حارة العوانس - ريا وسكينة - القاهرة منفلوط والعكس - اشرار وطيبين - مصر الجديدة - حكايات زوج معاصر - تعالى نحلم ببكره | - شباب أون لاين ج1 - الإمبراطور - قط وفار فايف ستار - أمشير - القنفد - ناس وناس ج2 - ناس كده وكده - أما بعد |

## وصلات خارجية
- أحمد الحلواني على موقع أرشيف الشارخ.
- أحمد الحلواني على موقع الدهليز
- أحمد الحلواني على موقع قاعدة بيانات الأفلام العربية